# Astro Bot
Astro Bot is een platformspel uit 2024, ontwikkeld door Team Asobi en uitgegeven door Sony Interactive Entertainment voor de PlayStation 5. Het is een vervolg op Astro's Playroom (2020), het vijfde deel in de Astro Bot-serie en het eerste Astro Bot-spel dat volledig door Team Asobi is ontwikkeld na de sluiting van Japan Studio. Het spel werd uitgebracht ter gelegenheid van het dertigjarig jubileum van PlayStation en kreeg lovende recensies. Tegen november 2024 waren er 1,5 miljoen exemplaren verkocht.

## Spelverloop

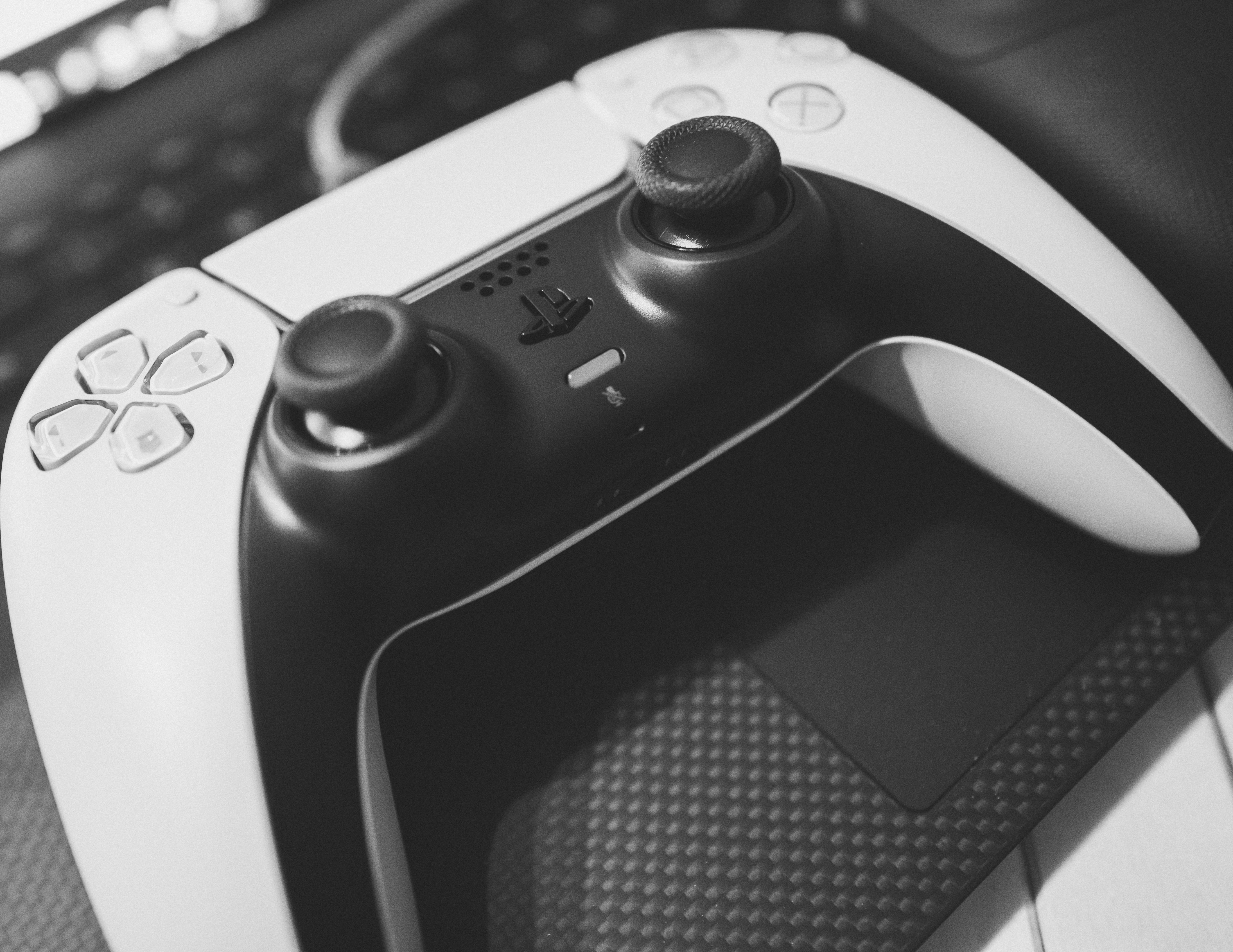
Een DualSense-controller, waar het ruimteschip van Astro op gebaseerd is

Astro Bot is een 3D-platformer waarin de speler de kleine robot Astro Bot bestuurt met de DualSense-controller. Astro kan springen, zweven, slaan en spin-aanvallen uitvoeren, zoals in eerdere spellen in de serie. Ook zwemmen, een functie uit Astro Bot Rescue Mission, keert terug.
Het spel bevat 90 levels verdeeld over zes sterrenstelsels en 60 planeten. De levels hebben drie moeilijkheidsgraden: makkelijk, normaal en moeilijk. Levels worden verkend met de "Dual Speeder", een ruimteschip in de vorm van een DualSense-controller.
Elk level bevat reddingsmissies voor Bots. In totaal kunnen 315 Bots worden gered, waarvan 150 speciale "V.I.P.-bots" die verwijzen naar iconische PlayStation-personages.

## Verhaal
Astro's moederschip, een ruimteschip dat lijkt op de PlayStation 5, wordt aangevallen door de alien Nebulax, die de processor steelt. Het schip maakt een noodlanding, waarna Astro, met behulp van zijn Dual Speeder, op zoek gaat naar de verspreide onderdelen en zijn bemanning. Hij verzamelt onderdelen van de dienaren van Nebulax en redt VIP-bots terwijl hij planeten verkent die gebaseerd zijn op verschillende bekende PlayStation-spellen.
Na het verslaan van vijf bazen in verschillende sterrenstelsels, komt Astro in een eindgevecht tegenover Nebulax te staan. Nadat Astro de CPU herstelt en Nebulax verslaat, ontstaat er een zwart gat dat hen beide opslokt. Astro offert zichzelf op om zijn bemanning te redden, maar wordt door hen herbouwd. Hij keert terug naar het moederschip en viert zijn wederopstanding voordat hij opnieuw vertrekt op zijn Dual Speeder.

## Ontwikkeling
De ontwikkeling begon direct na Astro's Playroom en duurde drie jaar. Creatief directeur Nicolas Doucet beschreef het spel als een nieuw begin voor de serie. Hoewel een openwereldstructuur werd overwogen, koos men voor traditionele levels om meer controle over de variatie te hebben. Het spel biedt uitgebreide toegankelijkheidsopties en benut veel functies van de DualSense-controller, zoals de haptische feedback en adaptieve triggers.

## Downloadbare content
Na de oorspronkelijke uitgave werd het spel meerdere keren uitgebreid met gratis downloadbare inhoud, voornamelijk in de vorm van speedrunlevels en extra personages. Tijdens de State of Play-presentatie in september 2024 kondigde Team Asobi een eerste reeks van vijf aanvullende speedrunlevels aan, die wekelijks verschenen van 17 oktober tot 14 november 2024. Deze uitbreiding introduceerde tevens een aantal V.I.P.-bots, waaronder de Shock Troopers uit Helldivers II en Eve uit Stellar Blade.
Op 12 december 2024 volgde een speciaal kerstlevel, dat een dag eerder was aangekondigd. Dit level bevatte diverse verzamelobjecten, waaronder vier dual speeder-skins, vier outfits en zeven V.I.P.-bots met verwijzingen naar personages als Spider-Man, Croc, Tombi en Rayman.
Een tweede reeks van vijf speedrunlevels werd op 13 februari 2025 aangekondigd en verscheen eveneens wekelijks, van 13 februari tot 13 maart 2025. Naast de toevoeging van vijf nieuwe V.I.P.-bots bevatte deze update ook technische verbeteringen voor de PlayStation 5 Pro.
Op 4 juni 2025 werd bekendgemaakt dat op 10 juli 2025 opnieuw vijf extra levels aan het spel zullen worden toegevoegd, samen met een aantal nieuwe Bots. Met deze uitbreiding komt het totale aantal levels op meer dan negentig.

## Ontvangst
Astro Bot werd geprezen door critici en was bij uitgave het best beoordeelde spel van 2024 op Metacritic en OpenCritic. Het spel werd vergeleken met Super Mario Galaxy en vergelijkbare Nintendo-titels. Masahiro Sakurai noemde het spel indrukwekkend.

### Erkenning
Astro Bot ontving in 2024 verschillende nominaties en prijzen bij de Golden Joystick Awards. Het spel won de prijs voor 'Best Audio Design', terwijl het genomineerd was voor 'Best Visual Design', 'Best Soundtrack', 'Console Game of the Year' en 'Ultimate Game of the Year'.  Daarnaast won Astro Bot tijdens The Game Awards 2024 vier prijzen: 'Game of the Year', 'Best Game Direction', 'Best Action/Adventure Game' en 'Best Family Game'. Het spel was ook genomineerd voor 'Best Art Direction', 'Best Score and Music' en 'Best Audio Design', maar won deze categorieën niet.

Bij de BAFTA Games Awards van 2025 was Astro Bot de grote winnaar met in totaal vijf prijzen. Het spel won de hoofdprijs voor 'Best Game', en daarnaast ook prijzen voor 'Animation', 'Audio Achievement', 'Family Game' en 'Game Design'.